# Leucanthemopsis trifurcatum
Leucanthemopsis trifurcatum là một loài thực vật có hoa trong họ Cúc. Loài này được Alavi mô tả khoa học đầu tiên.